# Верховино (Юр'янський район)
Верхо́вино (рос. Верховино) — село у складі Юр'янського району Кіровської області, Росія. Адміністративний центр Верховинського сільського поселення.

## Населення
Населення становить 454 особи (2010, 574 у 2002).
Національний склад станом на 2002 рік — росіяни 97 %.

## Історія
Село було засноване 1600 року як Верховське. 1609 року на церкву напали марійці-язичники, які знищили чудотворну ікону. 1618 року церква була відновлена. 1929 року село стало районним центром, але 1933 року втратило цей статус.